# Bernardino Castelli
Pour les articles homonymes, voir Castelli.
Bernardino Castelli (né à Arsiè le 15 juin 1750 et mort à Venise le 24 février 1810) est un peintre italien de portraits et de personnages religieux. 

## Biographie

Portrait de Pietro Barbarigo - Ca'Rezonico

Bernardino Castelli prend ses premières leçons à Feltre auprès d'un artiste local nommé Giovanni D'Antonio et aidant à décorer la Villa Franzoia à Quero. Son travail est remarqué par Alvise Franzoia, qui l'emmène à Trévise et le présente à Mgr Paolo Francesco Giustiniani qui lui propose de le prendre sous sa protection et l'aide à poursuivre ses études. 
Sa première œuvre majeure est un portrait de l'évêque, suscitant des demandes de portraits de la part d'autres prélats de la région et le lançant dans une carrière de portraitiste. Il a également réalisé une peinture de saint Lorenzo Giustiniani pour la chapelle du Séminaire de Trévise, un saint Joseph pour la paroisse de Rasai à Seren del Grappa et un saint Spyridon pour la paroisse de Coste à Maser. En 1772, il a été chargé par les Dominicains à l'église Saint-Nicolas de faire plusieurs portraits, d'en restaurer d'autres et de créer une galerie dans la salle capitulaire, qui a été détruite lors d'un bombardement en 1944. Trois ans plus tard, à l'invitation de l'évêque Giustiniani et de son frère, Castelli s'installe à Padoue, où il devient peintre de portrait privé. 
En 1782, après avoir établi sa réputation, il se rend à Venise et rejoint l'Académie des beaux-arts de Venise. Dix ans plus tard, il déménage à Bologne et devient membre de l'Accademia Clementina . Il a également travaillé brièvement à Ferrare. Il refuse une invitation d'Antonio Canova à Rome et retourne à Venise. 
Malgré sa renommée de portraitiste, il n'a jamais abandonné les thèmes religieux et était connu comme le « peintre des belles Madones  ». L'une de ses dernières œuvres est une représentation de Suzanne et les Vieillards, peinte dans le cadre d'un concours organisé par Girolamo Manfrin , un marchand de tabac qui était aussi un mécène des arts. Une toile de Saint Gerolamo recueillant de l'argent pour les orphelins a été laissée inachevée et complétée par Liberale Cozza.